# 浦賀級掃雷母艦
浦賀級掃雷母艦（日语：うらが型掃海母艦）是日本海上自衛隊的掃雷母艦艦級。因同時具備機雷敷設艦功能，亦可視為機雷戰母艦。

## 研發背景
作為掃雷母艦「早瀨(はやせ)」(44MST)與機雷敷設艦「宗谷(そうや)」(44MMC)的替代艦，本級艦整合了兩者功能。「早瀨」參與波斯灣掃雷行動（自衛隊波斯灣派遣）的經驗促使提升母艦功能，並增設航空掃雷支援能力以適應新引進的Mk.105航空掃雷具的投放與回收需求。因此，本級艦規模大幅增加，雖然最終縮小至5,600噸級，仍為44MST的兩倍。
首艦於03中期防的1994年度計畫中以297億日圓獲得建造許可，次艦於次年度計畫獲准建造。

## 設計
本級艦採用與大隅級運輸艦相似的設計特徵，如球狀船首與匿蹤設計的塔式桅杆。船體中後部設有濕式船塢，兩側為機雷庫，各占據第二、三甲板高度，並於艦尾配置液壓門。中央大型門供航空掃雷具進出，兩側小型門則連通機雷庫。
主甲板後部為直升機甲板，能運作MH-53E掃雷直升機，前方為航空掃雷具維修庫。機庫與船塢間設有電梯，可運輸掃雷具。此外，左舷後部8噸起重機能支援掃雷具投放與回收。
考慮掃雷艇靠泊補給需求，主船體未採傾斜設計，並設有舷門等設備。
動力系統為三井造船製4衝程V型12缸柴油機12V42M-A（9,900 bhp/600 rpm），為「大隅級登陸艦」V16柴油機的12缸版。

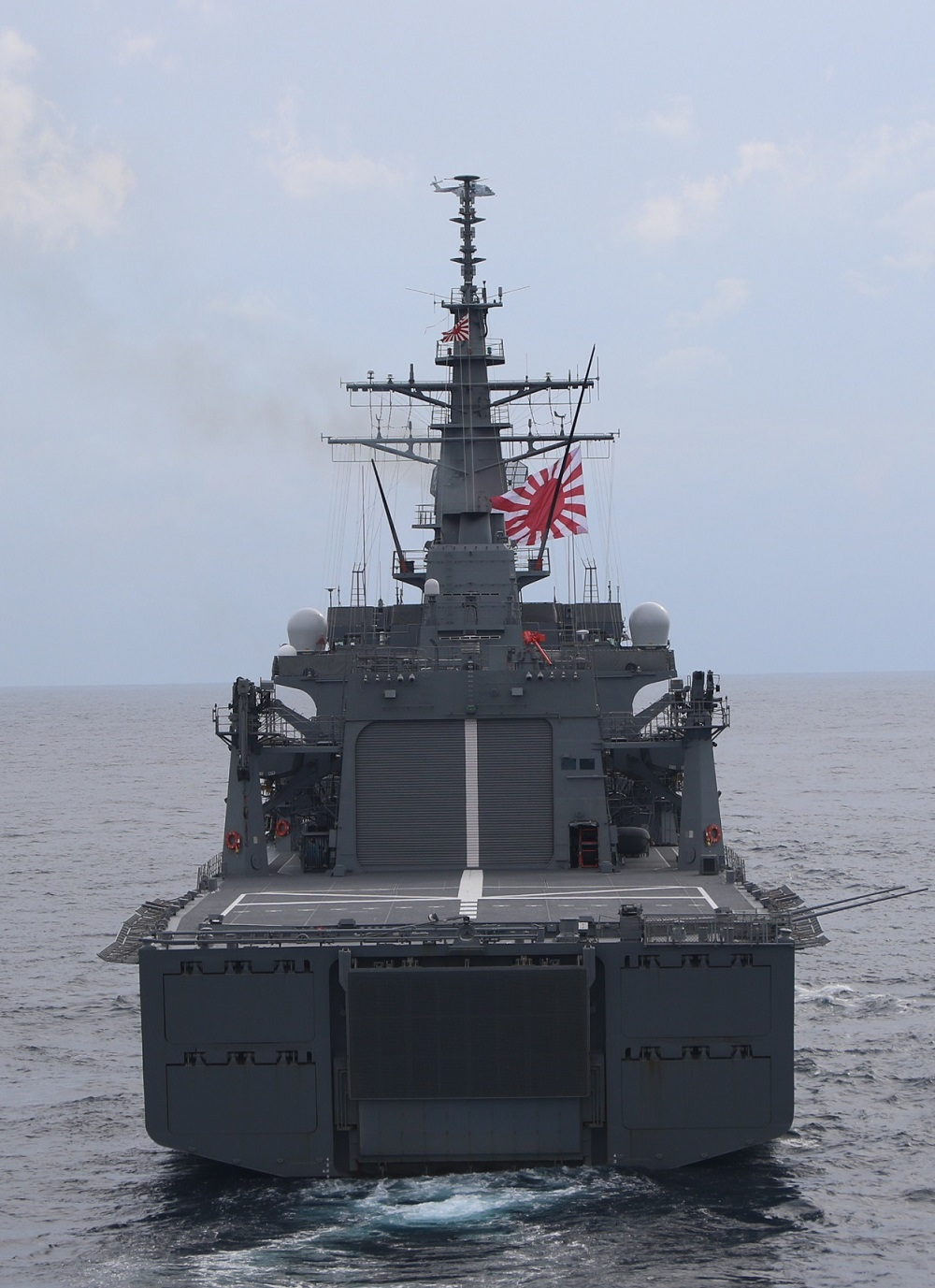
「浦賀」艦尾
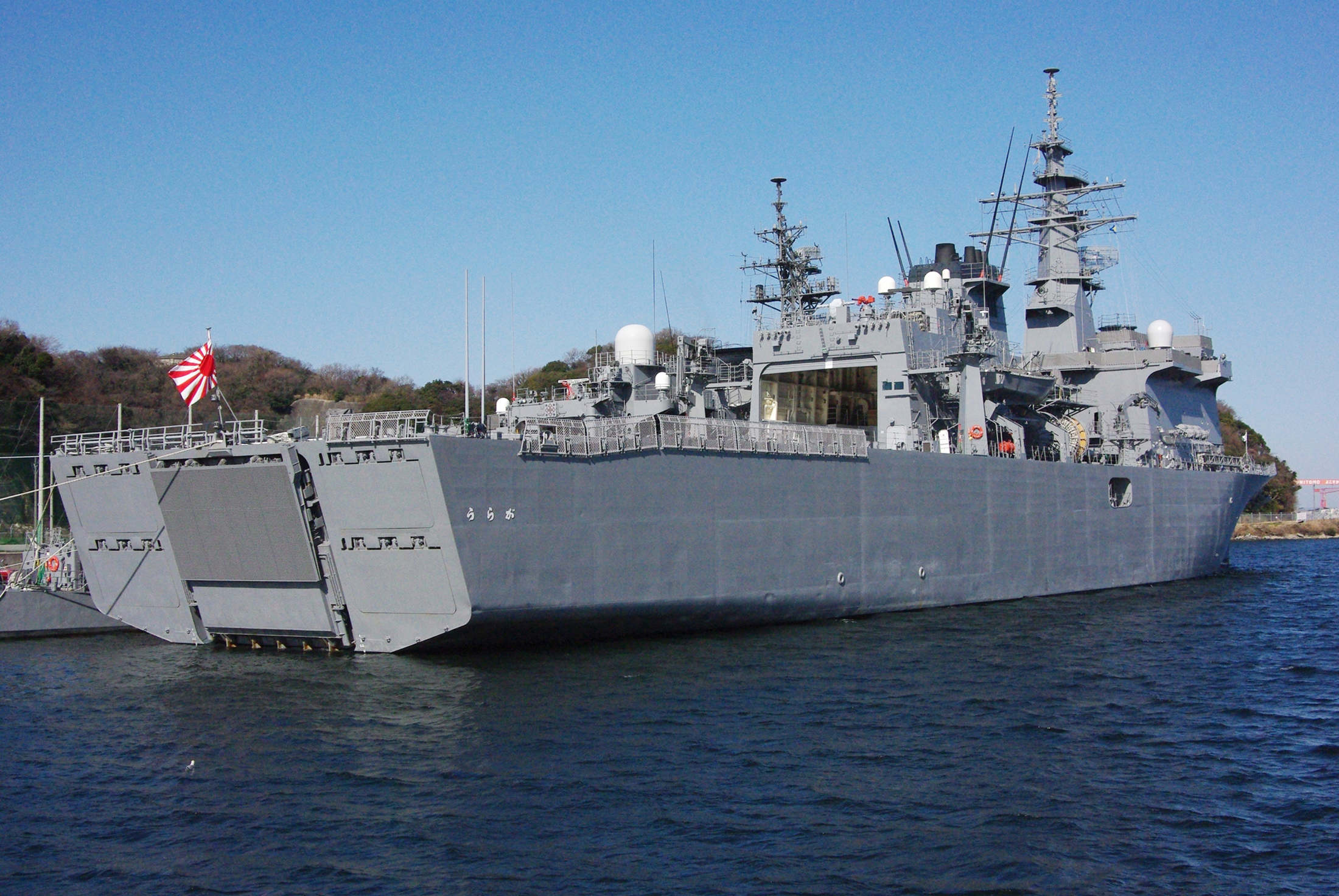
艦尾門
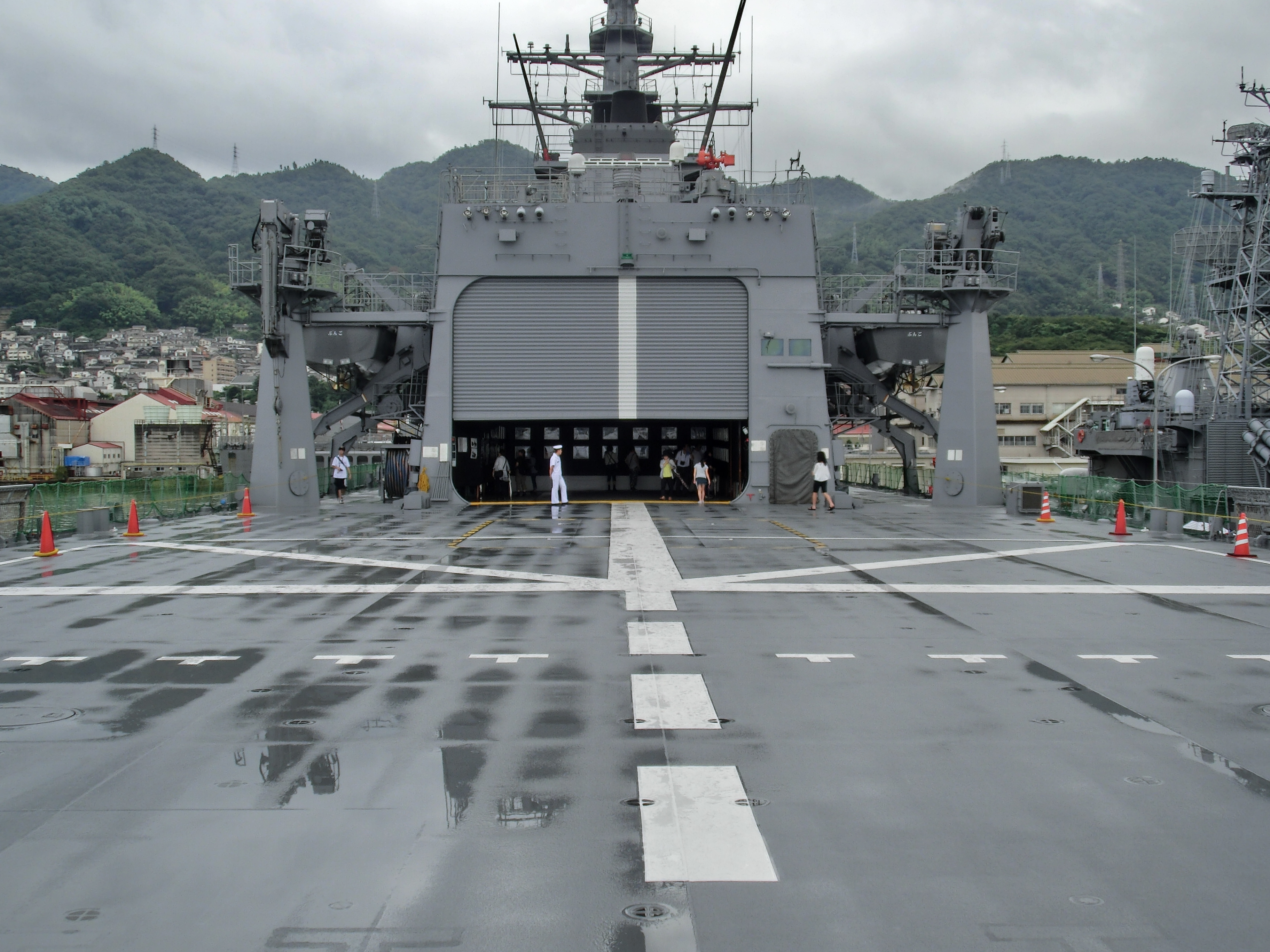
航空掃雷具維修庫與直升機甲板

## 武器
本級艦僅2號艦「豐後」裝備奧托梅萊拉76公釐艦炮，1號艦「浦賀」未裝備相關火控系統。此外，配備可裝載的白朗寧M2重機槍數挺，供應對小型船隻防禦。

## 機雷戰能力
本級艦無自衛掃雷能力，但可攜帶Mk.104音響掃雷具與Mk.105磁性掃雷具，與MH-53E掃雷直升機配合掃雷。2011年起，新型MCH-101掃雷直升機開始服役，以掃討機雷為主。
機雷庫可搭載約230枚機雷，並設有機雷敷設裝置3型。

## 同型艦

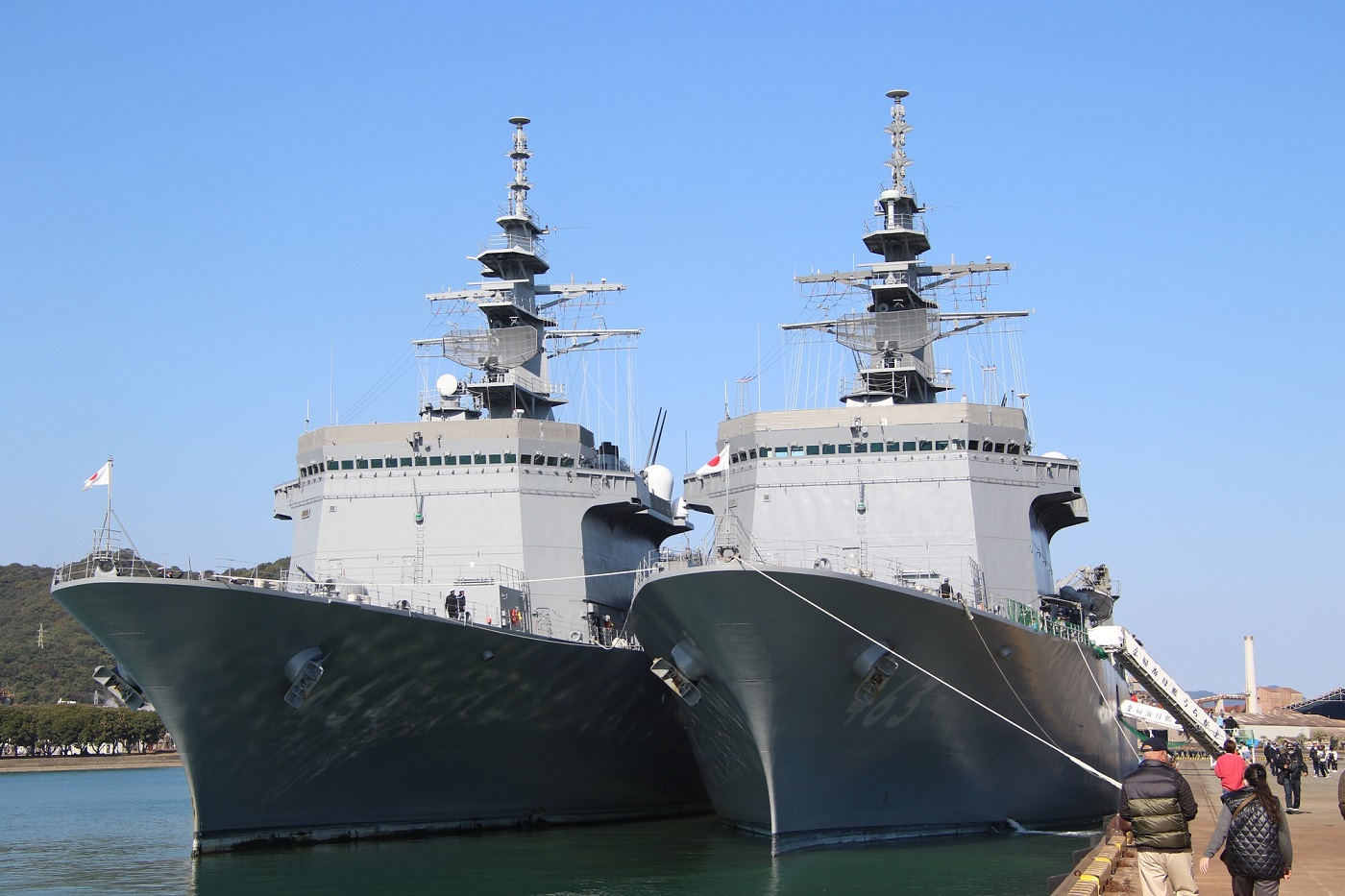
駛入細島港的「浦賀」（右）與「豐後」

| 艦號    | 艦名 | 建造                | 動工                       | 下水                       | 服役                        | 所屬                                   |
| ------- | ---- | ------------------- | -------------------------- | -------------------------- | --------------------------- | -------------------------------------- |
| MST-463 | 浦賀 | 日立造船 舞鶴造船所 | 1995年 （平成7年） 5月19日 | 1996年 （平成8年） 5月22日 | 1997年 （平成9年） 3月19日  | 掃雷隊群第1掃雷隊 （母港：橫須賀基地） |
| MST-464 | 豐後 | 三井造船 玉野事業所 | 1996年 （平成8年） 7月4日  | 1997年 （平成9年） 4月24日 | 1998年 （平成10年） 3月23日 | 掃雷隊群第3掃雷隊 （母港：吳基地）     |

## 登場作品

### 電影
《男人們的大和》
作為戰艦「大和」的艦舷，拍攝新加入「大和」的海軍特別年少兵沿舷梯登上甲板的場景時，使用了「豐後」進行拍攝。「豐後」左舷的舷梯被放下，並且為了方便後期合成，艦體左側掛上了藍色布幕進行拍攝。

### 音樂錄影帶（PV）
《呉IN－呉IN》
這是使用TRAIN-TRAIN的改編歌曲來宣傳廣島縣吳市的宣傳影片，其中登場了以吳基地為母港的「豐後」。拍攝場景位於「豐後」的艦上，其中一幕為吳市宣傳吉祥物「吳氏」在飛行甲板上緩步行走的畫面。